# Mapa natal
Segundo a Astrologia, pseudociência que trabalha com a influência dos astros na vida humana, o mapa natal ou mapa astral mostra a posição correta dos astros e dos signos do zodíaco em relação à Terra no momento de nascimento de uma determinada pessoa. De acordo com a astrologia cabalística, a posição dos astros no momento em que nascemos influencia nossa maneira de ser. As configurações de um Mapa Natal se repetem apenas a cada 26.000 anos, (Período de precessão do eixo da Terra) gerando um mapa único para cada indivíduo. Para interpretação correta do posicionamento dos planetas e seus aspectos, é necessário consultar um astrólogo.

## Batismo Estelar
De acordo com Max Haindel, astrólogo e místico do século XX, no momento do nascimento, quando o ar, carregado com as sutis influências astrais prevalecentes de um determinado dia, hora e local entra nos pulmões, passa para o sangue e circula pelo sensitivo corpo da criança, imprime em cada átomo a sua vibração. É o que se chama "batismo estelar". Esta primeira impressão prevalecerá durante toda a vida, à semelhança de uma cicatriz que persiste na carne, embora os átomos sejam substituídos repetidas vezes. Assim, as radiações estelares do instante do nascimento exercem poderosa influência durante a vida física inteira, como forças impelentes. É por meio desta informação que podemos saber as decisões, fragilidades, potencialidades que a pessoa carrega nesta vida. Por essa característica marcante, o horóscopo de cada dia aponta as ressonâncias entre a vibração astral de uma pessoa e a vibração astral de um determinado momento.

## Análise Científica
Apesar de possuir laços antigos com a ciência astronomia, a astrologia hoje é considerada uma pseudociência, uma vez que não há a aplicação do método científico na concepção de seus conceitos e práticas. As inexistentes evidências estatísticas que mostram uma causalidade entre horóscopos e afins com eventos na vida de uma pessoa ou do mundo em sua volta configuram o mapa astral como uma ferramenta da crença no misticismo. Assim, as influências percebidas por praticantes se ligam muito mais intimamente a visão do indivíduo sobre aquele evento do que o evento em si. A isso se dá o nome de Validação Subjetiva.
Outro fator é a falsa sensação de reconhecimento ao receber uma avaliação de personalidade dita exclusiva, mas que seu conteúdo é genérico e se encaixa no contexto de diversas pessoas. Esse viés de pensamento é conhecido como Efeito Forer.
A astrologia utiliza-se de interpretações errôneas de termos e teorias científicas, o que pode propagar a ignorância e afastar o público leigo das ciências no geral. Ultrapassar esse limiar facilita a crença em notícias falsas e tendenciosas, possibilitando a manipulação de grandes massas ou charlatanismo na utilização do misticismo para benefício próprio.
Um termo muito presente na formação de um mapa astral é o zodíaco. Para ambas as áreas, o Zodíaco é a faixa no céu aparente no qual o sol caminha durante o ano. Todavia, essa faixa, na astrologia, possui 12 constelações, sendo os 12 signos, enquanto que na astronomia essa faixa possui 13 constelações oficiais. As datas no qual o sol se posiciona em determinada constelação também possuem diferenças significativas a depender da área.
A vibração, por exemplo, é outro conceito derivado da física ondulatória em que a explicação difere em muito entre as duas áreas. Vibrações físicas são oscilações mecânicas ou eletromagnéticas e não há comprovação de que eventos ou sentimentos humanos possuem vibrações próprias únicas nem que as vibrações do dia a dia (como o som) interferem na personalidade de um indivíduo.
Apesar da radiação ser uma onda eletromagnética que vibra, as influências desta na vida humana se apresentam de maneira muito mais física e direta, nos dando a capacidade de enxergar, esquentar uma comida em um micro-ondas, realizar um exame de Raio-X ou nos manter aquecidos por meio da radiação solar. Qualquer outra estrela para além do sol se encontra distante demais da terra para que a radiação emitida por ela seja perceptível. Por exemplo, a estrela mais próxima da Terra, Próxima Centauri, tem fluxo luminoso de
{\displaystyle F(d)={\frac {0{,}0017*L_{\odot }}{4*\pi *d^{2}}}=3{,}9*10^{-11}W/m^{2}}  
em que:
- {\displaystyle F(d)} = Fluxo luminoso de Proxima Centauri na Terra.
- {\displaystyle L_{\odot }}= Luminosidade solar
- {\displaystyle d} = distância da Terra (4,365 anos-luz)

Que é ordens de grandeza menores do que uma simples lâmpada de 60W a alguns metros, e portanto esse meio de interação com os astros seria inviável.
Possíveis influências gravitacionais sofrem do mesmo problema. Calculando a aceleração gravitacional de Proxima Centauri em alguém na Terra temos:
{\displaystyle g(d)={\frac {G*M}{d^{2}}}=8{,}6*10^{-14}m/s^{2}}
Em que
- {\displaystyle g(d)} = aceleração gravitacional de Proxima Centauri na Terra
- {\displaystyle G} = constante da gravitação
- {\displaystyle M} = massa de Proxima Centauri ({\displaystyle 1{,}11M_{\odot }})
- {\displaystyle d} = distância da Terra (4,365 anos-luz)

Isso é 100 trilhões de vezes menor que a gravitação da Terra (9,81 m/s^2). Sendo esse valor referente a estrela mais próxima, e como essas interações físicas caem com o quadrado da distância, a influência de corpos celestes mais distantes são desprezíveis. Portanto, qualquer evento no interior da Terra já seria mais relevante gravitacionalmente.
Como esses dois fenômenos físicos são os principais meios de interações entre os corpos celestes, as importantes influências dos astros sobre os humanos descritas pela astrologia não podem ser explicadas cientificamente.

## Separação do Mapa Astral

### Signos
O céu, segundo a astrologia, é dividido em uma faixa principal, chamada zodíaco, por onde o sol faz seu movimento aparente, composto por 12 signos. O Mapa Astral utiliza dos signos e outras divisões, sendo elas 2 energias (Masculina e Feminina), 4 elementos (Fogo, Terra, Ar e Água) e 3 qualidades (Cardinal, Fixo e Mutável).
| Signo       | Símbolo | Elemento | Qualidade |
| Áries       |         | Fogo     | Cardinal  |
| Touro       |         | Terra    | Fixo      |
| Gêmeos      |         | Ar       | Mutável   |
| Câncer      |         | Água     | Cardinal  |
| Leão        |         | Fogo     | Fixo      |
| Virgem      |         | Terra    | Mutável   |
| Libra       |         | Ar       | Cardinal  |
| Escorpião   |         | Água     | Fixo      |
| Sagitário   |         | Fogo     | Mutável   |
| Capricórnio |         | Terra    | Cardinal  |
| Aquário     |         | Ar       | Fixo      |
| Peixes      |         | Água     | Mutável   |

- Masculino (signos de Fogo e Ar): Os signos masculinos são Áries, Gêmeos, Leão, Libra, Sagitário e Aquário. Um nativo com predomínio desses signos tenderá para a extroversão, confiança e assertividade, e terá a capacidade de resolver problemas com coragem e iniciativa.
- Feminino (signos de Terra e Água): os signos femininos são Touro, Câncer, Virgem, Escorpião, Capricórnio e Peixes. Um nativo com esses sinais predominantes tenderá para a introversão, timidez e passividade, e terá a capacidade de nutrir, conservar e resolver problemas por meios intuitivos.
- Fogo: os signos de fogo são Áries, Leão e Sagitário. Um nativo com principalmente signos de fogo será enérgico, entusiasta e otimista, com a necessidade de estar no centro da ação fazendo as coisas acontecerem. Eles podem ser egoístas, obstinados e às vezes arrogantes, mas também podem ser generosos, afetuosos e espontaneamente bondosos. Os sujeitos do fogo são independentes e preferem ter controle sobre suas próprias vidas, mas às vezes também podem ser autocráticos. Um sujeito sem sinais de fogo será medroso ou excessivamente cauteloso, pessimista e tímido e terá falta de entusiasmo, confiança e fé no futuro. Os planetas na 1ª, 5ª e 9ª casas e uma ênfase nos signos cardinais no mapa ajudarão a compensar essa falta.
- Terra: Os signos de terra são Touro, Virgem e Capricórnio. Um nativo com principalmente signos de terra será prático e cauteloso, sensível e capaz e será mais feliz com coisas concretas do que com ideias abstratas. Eles se movem lentamente e realizam seu trabalho de maneira completa e sem pressa. Os súditos terrestres são astutos e cuidadosos e precisam de segurança emocional e material, e suportarão muita coisa para obtê-la. Eles são generosos com aqueles que amam, mas tomam o cuidado de não perder tempo ou dinheiro, embora possa haver uma tendência para a mesquinhez. Sujeitos terrestres tendem a ser tímidos em situações sociais e a ser lentos em se comprometer em relacionamentos amorosos, mas são sérios quando o fazem. Um sujeito sem signos de terra carecerá de bom senso e praticidade e terá dificuldade para terminar qualquer coisa que comece. Eles podem ser dispersos, irrealistas e desajeitados, sem esperança com dinheiro e não confiável. Os planetas na 2ª, 6ª e 10ª casas e uma ênfase nos signos fixos no mapa ajudarão a compensar essa falta.
- Ar : Os signos de ar são Gêmeos, Libra e Aquário. Um nativo principalmente com signos de ar será um excelente comunicador, preocupado com ideias e teorias de todos os tipos. Eles estão procurando respostas para as perguntas da vida e são bons professores e escritores. Pessoas do ar são mais tensas do que parecem à primeira vista e podem viver com os nervos à flor da pele. Eles têm muitos amigos e conhecidos, mas podem não estar particularmente interessados na vida familiar. Eles estão interessados nas tecnologias mais recentes e são capazes de fazer várias coisas ao mesmo tempo. Sujeitos aéreos também são muito criativos e perspicazes, mas podem ser sarcásticos e rudes. Um sujeito sem signos de ar terá pouca imaginação e leveza de toque. Eles dão ênfase exagerada aos aspectos práticos, podem não ter senso de humor e ser uma companhia entediante. Eles podem achar difícil se comunicar ou assimilar e explicar novas ideias. Os planetas na 3ª, 7ª e 11ª casas e uma ênfase nos signos mutáveis no mapa ajudarão a compensar essa falta.
- Água : os signos de água são Câncer, Escorpião e Peixes. Um nativo com principalmente signos de água será muito emocional e terá dificuldade em olhar para qualquer coisa com frieza. Eles tendem a responder lentamente às perguntas e precisam de tempo para compreender um novo conceito. Os sujeitos da água podem achar difícil explicar seus sentimentos e, portanto, pode ser difícil conviver com eles, mas também são gentis e simpáticos com aqueles que amam. Eles precisam dar e receber muito carinho e vão direcioná-lo para a família, amigos próximos e animais. Um sujeito sem água pode não ter intuição e ser incapaz de ver as necessidades dos outros. Eles podem estar muito cheios de ideias ou gostar muito do mundo material para considerar suas próprias necessidades espirituais ou as de outras pessoas. Os planetas na 4ª, 8ª e 12ª casas do mapa ajudarão a compensar essa falta.
- Cardinal: Os signos cardeais são Áries, Câncer, Libra e Capricórnio. Um nativo com principalmente signos cardinais não vai querer ser controlado por ninguém e precisará assumir o controle de seu próprio mundo. Sua atenção pode estar voltada para eles próprios ou para os outros, mas para onde quer que suas energias sejam dirigidas, é difícil desviá-los do curso escolhido. Sinais cardeais em um gráfico adicionarão coragem, iniciativa e automotivação. Os sujeitos cardeais são difíceis de influenciar porque geralmente acreditam que sabem o que é melhor. Um sujeito sem sinais cardeais pode sentir que nunca está no controle de suas próprias vidas, mas é manipulado por pessoas e circunstâncias além de seu controle. Eles podem não ter coragem e iniciativa e podem preferir que outros tomem decisões por eles. Planetas na 1ª, 4ª, 7ª e 10ª casas,
- Fixo : os signos fixos são Touro, Leão, Escorpião e Aquário. Um nativo com sinais principalmente fixos tem força e resistência para ver as coisas e manter o status quo. Eles precisam de lares estáveis, carreiras e parcerias e preferem o conhecido à incerteza. Sujeitos fixos são leais e confiáveis, mas podem ser muito obstinados. Um sujeito sem signos fixos não consegue se prender a nada ou ver nada através e tende a se livrar dos problemas. Eles podem ficar entediados ou ocupados demais perseguindo arco-íris para fazer algo substancial acontecer. Os planetas na 2ª, 5ª, 8ª e 11ª casas, ou uma ênfase na Terra no mapa ajudará a compensar essa falta.
- Mutável: Os signos mutáveis são Gêmeos, Virgem, Sagitário e Peixes. Um nativo com sinais principalmente mutáveis é adaptável, cooperativo e amigável. Eles podem se encaixar em quase todas as situações, aguentar qualquer coisa e transformar qualquer situação a seu favor. Pessoas mutáveis podem conduzir projetos por períodos de transição e levá-los a uma conclusão bem-sucedida. Embora gentis e amáveis, os sujeitos mutáveis parecem ter mais do que seu quinhão de problemas e podem ser egoístas e implacáveis quando se sentem ameaçados. Esses indivíduos podem devotar suas vidas a ajudar os outros, mas muitas vezes, paradoxalmente, podem ser surpreendentemente egoístas ao mesmo tempo. Indivíduos sem sinais mutáveis podem ser incapazes de se adaptar a qualquer tipo de mudança e ficar particularmente infelizes quando confrontados com a incerteza. Eles precisam de muita atenção antes de se comprometerem com qualquer coisa, e falta flexibilidade e adaptabilidade. Eles também podem manter visões rígidas e imutáveis. Os planetas na 3ª, 6ª, 9ª e 12ª casas ajudarão a compensar essa falta, e os signos de água no mapa vão compensar a falta de intuição.

### Planetas
Dentro da astrologia, planetas são os objetos do sistema solar que influenciam significativamente na personalidade de um indivíduo, sendo um termo que abrange o Sol e a Lua, os 8 planetas, Plutão e outros corpos.
São divididos em dois conjuntos maiores, sendo Planetas Regentes aqueles mais próximos da Terra, e Planetas Transpessoais aqueles mais distantes. Os planetas regentes também são divididos em três grupos:

#### Regentes

##### Luminares, Ascendente e Meio do Céu
- Sol
- Lua
- Ascendente
- Meio do Céu

##### Planetas pessoais
- Mercúrio
- Vênus
- Marte

##### Planetas sociais
- Júpiter
- Saturno

#### Transpessoais
- Urano
- Netuno
- Plutão
- Quíron
- Lilith
- Nodo Norte
- Nodo Sul
- Roda da Fortuna

### Casas
- Casa 1 (Ascendente) - Identidade
- Casa 2 - Valores
- Casa 3 - Expressão
- Casa 4 (Fundo do Céu) - Raízes
- Casa 5 - Prazeres
- Casa 6 - Serviço
- Casa 7 (Descendente) - Parcerias
- Casa 8 - Ciclos
- Casa 9 - Filosofia
- Casa 10 (Meio do Céu) - Carreira
- Casa 11 - Esperança
- Casa 12 - Karma

### Graus
O mapa astral possui 360º graus ao total (30º graus para cada signo de 00º á 29º). São divididos em 3 decanatos, o primeiro decanato (00º a 09º), segundo decanato (10º a 19º) e terceiro decanato (20º a 29º).
| Signo       | Graus | Graus Inteiros | Decanato | Planeta        |
| ----------- | ----- | -------------- | -------- | -------------- |
| Áries       | 00º   | 000º           | Primeiro | Marte          |
| Áries       | 01º   | 001º           | Primeiro | Marte          |
| Áries       | 02º   | 002º           | Primeiro | Marte          |
| Áries       | 03º   | 003º           | Primeiro | Marte          |
| Áries       | 04º   | 004º           | Primeiro | Marte          |
| Áries       | 05º   | 005º           | Primeiro | Marte          |
| Áries       | 06º   | 006º           | Primeiro | Marte          |
| Áries       | 07º   | 007º           | Primeiro | Marte          |
| Áries       | 08º   | 008º           | Primeiro | Marte          |
| Áries       | 09º   | 009º           | Primeiro | Marte          |
| Áries       | 10º   | 010º           | Segundo  | Sol            |
| Áries       | 11º   | 011º           | Segundo  | Sol            |
| Áries       | 12º   | 012º           | Segundo  | Sol            |
| Áries       | 13º   | 013º           | Segundo  | Sol            |
| Áries       | 14º   | 014º           | Segundo  | Sol            |
| Áries       | 15º   | 015º           | Segundo  | Sol            |
| Áries       | 16º   | 016º           | Segundo  | Sol            |
| Áries       | 17º   | 017º           | Segundo  | Sol            |
| Áries       | 18º   | 018º           | Segundo  | Sol            |
| Áries       | 19º   | 019º           | Segundo  | Sol            |
| Áries       | 20º   | 020º           | Terceiro | Júpiter        |
| Áries       | 21º   | 021º           | Terceiro | Júpiter        |
| Áries       | 22º   | 022º           | Terceiro | Júpiter        |
| Áries       | 23º   | 023º           | Terceiro | Júpiter        |
| Áries       | 24º   | 024º           | Terceiro | Júpiter        |
| Áries       | 25º   | 025º           | Terceiro | Júpiter        |
| Áries       | 26º   | 026º           | Terceiro | Júpiter        |
| Áries       | 27º   | 027º           | Terceiro | Júpiter        |
| Áries       | 28º   | 028º           | Terceiro | Júpiter        |
| Áries       | 29º   | 029º           | Terceiro | Júpiter        |
| Touro       | 00º   | 030º           | Primeiro | Vênus          |
| Touro       | 01º   | 031º           | Primeiro | Vênus          |
| Touro       | 02º   | 032º           | Primeiro | Vênus          |
| Touro       | 03º   | 033º           | Primeiro | Vênus          |
| Touro       | 04º   | 034º           | Primeiro | Vênus          |
| Touro       | 05º   | 035º           | Primeiro | Vênus          |
| Touro       | 06º   | 036º           | Primeiro | Vênus          |
| Touro       | 07º   | 037º           | Primeiro | Vênus          |
| Touro       | 08º   | 038º           | Primeiro | Vênus          |
| Touro       | 09º   | 039º           | Primeiro | Vênus          |
| Touro       | 10º   | 040º           | Segundo  | Mercúrio       |
| Touro       | 11º   | 041º           | Segundo  | Mercúrio       |
| Touro       | 12º   | 042º           | Segundo  | Mercúrio       |
| Touro       | 13º   | 043º           | Segundo  | Mercúrio       |
| Touro       | 14º   | 044º           | Segundo  | Mercúrio       |
| Touro       | 15º   | 045º           | Segundo  | Mercúrio       |
| Touro       | 16º   | 046º           | Segundo  | Mercúrio       |
| Touro       | 17º   | 047º           | Segundo  | Mercúrio       |
| Touro       | 18º   | 048º           | Segundo  | Mercúrio       |
| Touro       | 19º   | 049º           | Segundo  | Mercúrio       |
| Touro       | 20º   | 050º           | Terceiro | Saturno        |
| Touro       | 21º   | 051º           | Terceiro | Saturno        |
| Touro       | 22º   | 052º           | Terceiro | Saturno        |
| Touro       | 23º   | 053º           | Terceiro | Saturno        |
| Touro       | 24º   | 054º           | Terceiro | Saturno        |
| Touro       | 25º   | 055º           | Terceiro | Saturno        |
| Touro       | 26º   | 056º           | Terceiro | Saturno        |
| Touro       | 27º   | 057º           | Terceiro | Saturno        |
| Touro       | 28º   | 058º           | Terceiro | Saturno        |
| Touro       | 29º   | 059º           | Terceiro | Saturno        |
| Gêmeos      | 00º   | 060º           | Primeiro | Mercúrio       |
| Gêmeos      | 01º   | 061º           | Primeiro | Mercúrio       |
| Gêmeos      | 02º   | 062º           | Primeiro | Mercúrio       |
| Gêmeos      | 03º   | 063º           | Primeiro | Mercúrio       |
| Gêmeos      | 04º   | 064º           | Primeiro | Mercúrio       |
| Gêmeos      | 05º   | 065º           | Primeiro | Mercúrio       |
| Gêmeos      | 06º   | 066º           | Primeiro | Mercúrio       |
| Gêmeos      | 07º   | 067º           | Primeiro | Mercúrio       |
| Gêmeos      | 08º   | 068º           | Primeiro | Mercúrio       |
| Gêmeos      | 09º   | 069º           | Primeiro | Mercúrio       |
| Gêmeos      | 10º   | 070º           | Segundo  | Vênus          |
| Gêmeos      | 11º   | 071º           | Segundo  | Vênus          |
| Gêmeos      | 12º   | 072º           | Segundo  | Vênus          |
| Gêmeos      | 13º   | 073º           | Segundo  | Vênus          |
| Gêmeos      | 14º   | 074º           | Segundo  | Vênus          |
| Gêmeos      | 15º   | 075º           | Segundo  | Vênus          |
| Gêmeos      | 16º   | 076º           | Segundo  | Vênus          |
| Gêmeos      | 17º   | 077º           | Segundo  | Vênus          |
| Gêmeos      | 18º   | 078º           | Segundo  | Vênus          |
| Gêmeos      | 19º   | 079º           | Segundo  | Vênus          |
| Gêmeos      | 20º   | 080º           | Terceiro | Saturno Urano  |
| Gêmeos      | 21º   | 081º           | Terceiro | Saturno Urano  |
| Gêmeos      | 22º   | 092º           | Terceiro | Saturno Urano  |
| Gêmeos      | 23º   | 083º           | Terceiro | Saturno Urano  |
| Gêmeos      | 24º   | 084º           | Terceiro | Saturno Urano  |
| Gêmeos      | 25º   | 085º           | Terceiro | Saturno Urano  |
| Gêmeos      | 26º   | 086º           | Terceiro | Saturno Urano  |
| Gêmeos      | 27º   | 087º           | Terceiro | Saturno Urano  |
| Gêmeos      | 28º   | 088º           | Terceiro | Saturno Urano  |
| Gêmeos      | 29º   | 089º           | Terceiro | Saturno Urano  |
| Câncer      | 00º   | 090º           | Primeiro | Lua            |
| Câncer      | 01º   | 091º           | Primeiro | Lua            |
| Câncer      | 02º   | 092º           | Primeiro | Lua            |
| Câncer      | 03º   | 093º           | Primeiro | Lua            |
| Câncer      | 04º   | 094º           | Primeiro | Lua            |
| Câncer      | 05º   | 095º           | Primeiro | Lua            |
| Câncer      | 06º   | 096º           | Primeiro | Lua            |
| Câncer      | 07º   | 097º           | Primeiro | Lua            |
| Câncer      | 08º   | 098º           | Primeiro | Lua            |
| Câncer      | 09º   | 099º           | Primeiro | Lua            |
| Câncer      | 10º   | 100º           | Segundo  | Marte Plutão   |
| Câncer      | 11º   | 101º           | Segundo  | Marte Plutão   |
| Câncer      | 12º   | 102º           | Segundo  | Marte Plutão   |
| Câncer      | 13º   | 103º           | Segundo  | Marte Plutão   |
| Câncer      | 14º   | 104º           | Segundo  | Marte Plutão   |
| Câncer      | 15º   | 105º           | Segundo  | Marte Plutão   |
| Câncer      | 16º   | 106º           | Segundo  | Marte Plutão   |
| Câncer      | 17º   | 107º           | Segundo  | Marte Plutão   |
| Câncer      | 18º   | 108º           | Segundo  | Marte Plutão   |
| Câncer      | 19º   | 109º           | Segundo  | Marte Plutão   |
| Câncer      | 20º   | 110º           | Terceiro | Júpiter Netuno |
| Câncer      | 21º   | 111º           | Terceiro | Júpiter Netuno |
| Câncer      | 22º   | 112º           | Terceiro | Júpiter Netuno |
| Câncer      | 23º   | 113º           | Terceiro | Júpiter Netuno |
| Câncer      | 24º   | 114º           | Terceiro | Júpiter Netuno |
| Câncer      | 25º   | 115º           | Terceiro | Júpiter Netuno |
| Câncer      | 26º   | 116º           | Terceiro | Júpiter Netuno |
| Câncer      | 27º   | 117º           | Terceiro | Júpiter Netuno |
| Câncer      | 28º   | 118º           | Terceiro | Júpiter Netuno |
| Câncer      | 29º   | 119º           | Terceiro | Júpiter Netuno |
| Leão        | 00º   | 120º           | Primeiro | Sol            |
| Leão        | 01º   | 121º           | Primeiro | Sol            |
| Leão        | 02º   | 122º           | Primeiro | Sol            |
| Leão        | 03º   | 123º           | Primeiro | Sol            |
| Leão        | 04º   | 124º           | Primeiro | Sol            |
| Leão        | 05º   | 125º           | Primeiro | Sol            |
| Leão        | 06º   | 126º           | Primeiro | Sol            |
| Leão        | 07º   | 127º           | Primeiro | Sol            |
| Leão        | 08º   | 128º           | Primeiro | Sol            |
| Leão        | 09º   | 129º           | Primeiro | Sol            |
| Leão        | 10º   | 130º           | Segundo  | Júpiter        |
| Leão        | 11º   | 131º           | Segundo  | Júpiter        |
| Leão        | 12º   | 132º           | Segundo  | Júpiter        |
| Leão        | 13º   | 133º           | Segundo  | Júpiter        |
| Leão        | 14º   | 134º           | Segundo  | Júpiter        |
| Leão        | 15º   | 135º           | Segundo  | Júpiter        |
| Leão        | 16º   | 136º           | Segundo  | Júpiter        |
| Leão        | 17º   | 137º           | Segundo  | Júpiter        |
| Leão        | 18º   | 138º           | Segundo  | Júpiter        |
| Leão        | 19º   | 139º           | Segundo  | Júpiter        |
| Leão        | 20º   | 140º           | Terceiro | Marte          |
| Leão        | 21º   | 141º           | Terceiro | Marte          |
| Leão        | 22º   | 142º           | Terceiro | Marte          |
| Leão        | 23º   | 143º           | Terceiro | Marte          |
| Leão        | 24º   | 144º           | Terceiro | Marte          |
| Leão        | 25º   | 145º           | Terceiro | Marte          |
| Leão        | 26º   | 146º           | Terceiro | Marte          |
| Leão        | 27º   | 147º           | Terceiro | Marte          |
| Leão        | 28º   | 148º           | Terceiro | Marte          |
| Leão        | 29º   | 149º           | Terceiro | Marte          |
| Virgem      | 00º   | 150º           | Primeiro | Mercúrio       |
| Virgem      | 01º   | 151º           | Primeiro | Mercúrio       |
| Virgem      | 02º   | 152º           | Primeiro | Mercúrio       |
| Virgem      | 03º   | 153º           | Primeiro | Mercúrio       |
| Virgem      | 04º   | 154º           | Primeiro | Mercúrio       |
| Virgem      | 05º   | 155º           | Primeiro | Mercúrio       |
| Virgem      | 06º   | 156º           | Primeiro | Mercúrio       |
| Virgem      | 07º   | 157º           | Primeiro | Mercúrio       |
| Virgem      | 08º   | 158º           | Primeiro | Mercúrio       |
| Virgem      | 09º   | 159º           | Primeiro | Mercúrio       |
| Virgem      | 10º   | 160º           | Segundo  | Saturno        |
| Virgem      | 11º   | 161º           | Segundo  | Saturno        |
| Virgem      | 12º   | 162º           | Segundo  | Saturno        |
| Virgem      | 13º   | 163º           | Segundo  | Saturno        |
| Virgem      | 14º   | 164º           | Segundo  | Saturno        |
| Virgem      | 15º   | 165º           | Segundo  | Saturno        |
| Virgem      | 16º   | 166º           | Segundo  | Saturno        |
| Virgem      | 17º   | 167º           | Segundo  | Saturno        |
| Virgem      | 18º   | 168º           | Segundo  | Saturno        |
| Virgem      | 19º   | 169º           | Segundo  | Saturno        |
| Virgem      | 20º   | 170º           | Terceiro | Vênus          |
| Virgem      | 21º   | 171º           | Terceiro | Vênus          |
| Virgem      | 22º   | 172º           | Terceiro | Vênus          |
| Virgem      | 23º   | 173º           | Terceiro | Vênus          |
| Virgem      | 24º   | 174º           | Terceiro | Vênus          |
| Virgem      | 25º   | 175º           | Terceiro | Vênus          |
| Virgem      | 26º   | 176º           | Terceiro | Vênus          |
| Virgem      | 27º   | 177º           | Terceiro | Vênus          |
| Virgem      | 28º   | 178º           | Terceiro | Vênus          |
| Virgem      | 29º   | 179º           | Terceiro | Vênus          |
| Libra       | 00º   | 180º           | Primeiro | Vênus          |
| Libra       | 01º   | 181º           | Primeiro | Vênus          |
| Libra       | 02º   | 182º           | Primeiro | Vênus          |
| Libra       | 03º   | 183º           | Primeiro | Vênus          |
| Libra       | 04º   | 184º           | Primeiro | Vênus          |
| Libra       | 05º   | 185º           | Primeiro | Vênus          |
| Libra       | 06º   | 186º           | Primeiro | Vênus          |
| Libra       | 07º   | 187º           | Primeiro | Vênus          |
| Libra       | 08º   | 188º           | Primeiro | Vênus          |
| Libra       | 09º   | 189º           | Primeiro | Vênus          |
| Libra       | 10º   | 190º           | Segundo  | Saturno Urano  |
| Libra       | 11º   | 191º           | Segundo  | Saturno Urano  |
| Libra       | 12º   | 192º           | Segundo  | Saturno Urano  |
| Libra       | 13º   | 193º           | Segundo  | Saturno Urano  |
| Libra       | 14º   | 194º           | Segundo  | Saturno Urano  |
| Libra       | 15º   | 195º           | Segundo  | Saturno Urano  |
| Libra       | 16º   | 196º           | Segundo  | Saturno Urano  |
| Libra       | 17º   | 197º           | Segundo  | Saturno Urano  |
| Libra       | 18º   | 198º           | Segundo  | Saturno Urano  |
| Libra       | 19º   | 199º           | Segundo  | Saturno Urano  |
| Libra       | 20º   | 200º           | Terceiro | Mercúrio       |
| Libra       | 21º   | 201º           | Terceiro | Mercúrio       |
| Libra       | 22º   | 202º           | Terceiro | Mercúrio       |
| Libra       | 23º   | 203º           | Terceiro | Mercúrio       |
| Libra       | 24º   | 204º           | Terceiro | Mercúrio       |
| Libra       | 25º   | 205º           | Terceiro | Mercúrio       |
| Libra       | 26º   | 206º           | Terceiro | Mercúrio       |
| Libra       | 27º   | 207º           | Terceiro | Mercúrio       |
| Libra       | 28º   | 208º           | Terceiro | Mercúrio       |
| Libra       | 29º   | 209º           | Terceiro | Mercúrio       |
| Escorpião   | 00º   | 210º           | Primeiro | Marte Plutão   |
| Escorpião   | 01º   | 211º           | Primeiro | Marte Plutão   |
| Escorpião   | 02º   | 212º           | Primeiro | Marte Plutão   |
| Escorpião   | 03º   | 213º           | Primeiro | Marte Plutão   |
| Escorpião   | 04º   | 214º           | Primeiro | Marte Plutão   |
| Escorpião   | 05º   | 215º           | Primeiro | Marte Plutão   |
| Escorpião   | 06º   | 216º           | Primeiro | Marte Plutão   |
| Escorpião   | 07º   | 217º           | Primeiro | Marte Plutão   |
| Escorpião   | 08º   | 218º           | Primeiro | Marte Plutão   |
| Escorpião   | 09º   | 219º           | Primeiro | Marte Plutão   |
| Escorpião   | 10º   | 220º           | Segundo  | Júpiter Netuno |
| Escorpião   | 11º   | 221º           | Segundo  | Júpiter Netuno |
| Escorpião   | 12º   | 222º           | Segundo  | Júpiter Netuno |
| Escorpião   | 13º   | 223º           | Segundo  | Júpiter Netuno |
| Escorpião   | 14º   | 224º           | Segundo  | Júpiter Netuno |
| Escorpião   | 15º   | 225º           | Segundo  | Júpiter Netuno |
| Escorpião   | 16º   | 226º           | Segundo  | Júpiter Netuno |
| Escorpião   | 17º   | 227º           | Segundo  | Júpiter Netuno |
| Escorpião   | 18º   | 228º           | Segundo  | Júpiter Netuno |
| Escorpião   | 19º   | 229º           | Segundo  | Júpiter Netuno |
| Escorpião   | 20º   | 230º           | Terceiro | Lua            |
| Escorpião   | 21º   | 231º           | Terceiro | Lua            |
| Escorpião   | 22º   | 232º           | Terceiro | Lua            |
| Escorpião   | 23º   | 233º           | Terceiro | Lua            |
| Escorpião   | 24º   | 234º           | Terceiro | Lua            |
| Escorpião   | 25º   | 235º           | Terceiro | Lua            |
| Escorpião   | 26º   | 236º           | Terceiro | Lua            |
| Escorpião   | 27º   | 237º           | Terceiro | Lua            |
| Escorpião   | 28º   | 238º           | Terceiro | Lua            |
| Escorpião   | 29º   | 239º           | Terceiro | Lua            |
| Sagitário   | 00º   | 240º           | Primeiro | Júpiter        |
| Sagitário   | 01º   | 241º           | Primeiro | Júpiter        |
| Sagitário   | 02º   | 242º           | Primeiro | Júpiter        |
| Sagitário   | 03º   | 243º           | Primeiro | Júpiter        |
| Sagitário   | 04º   | 244º           | Primeiro | Júpiter        |
| Sagitário   | 05º   | 245º           | Primeiro | Júpiter        |
| Sagitário   | 06º   | 246º           | Primeiro | Júpiter        |
| Sagitário   | 07º   | 247º           | Primeiro | Júpiter        |
| Sagitário   | 08º   | 248º           | Primeiro | Júpiter        |
| Sagitário   | 09º   | 249º           | Primeiro | Júpiter        |
| Sagitário   | 10º   | 250º           | Segundo  | Marte          |
| Sagitário   | 11º   | 251º           | Segundo  | Marte          |
| Sagitário   | 12º   | 252º           | Segundo  | Marte          |
| Sagitário   | 13º   | 253º           | Segundo  | Marte          |
| Sagitário   | 14º   | 254º           | Segundo  | Marte          |
| Sagitário   | 15º   | 255º           | Segundo  | Marte          |
| Sagitário   | 16º   | 256º           | Segundo  | Marte          |
| Sagitário   | 17º   | 257º           | Segundo  | Marte          |
| Sagitário   | 18º   | 258º           | Segundo  | Marte          |
| Sagitário   | 19º   | 259º           | Segundo  | Marte          |
| Sagitário   | 20º   | 260º           | Terceiro | Sol            |
| Sagitário   | 21º   | 261º           | Terceiro | Sol            |
| Sagitário   | 22º   | 262º           | Terceiro | Sol            |
| Sagitário   | 23º   | 263º           | Terceiro | Sol            |
| Sagitário   | 24º   | 264º           | Terceiro | Sol            |
| Sagitário   | 25º   | 265º           | Terceiro | Sol            |
| Sagitário   | 26º   | 266º           | Terceiro | Sol            |
| Sagitário   | 27º   | 267º           | Terceiro | Sol            |
| Sagitário   | 28º   | 268º           | Terceiro | Sol            |
| Sagitário   | 29º   | 269º           | Terceiro | Sol            |
| Capricórnio | 00º   | 270º           | Primeiro | Saturno        |
| Capricórnio | 01º   | 271º           | Primeiro | Saturno        |
| Capricórnio | 02º   | 272º           | Primeiro | Saturno        |
| Capricórnio | 03º   | 273º           | Primeiro | Saturno        |
| Capricórnio | 04º   | 274º           | Primeiro | Saturno        |
| Capricórnio | 05º   | 275º           | Primeiro | Saturno        |
| Capricórnio | 06º   | 276º           | Primeiro | Saturno        |
| Capricórnio | 07º   | 277º           | Primeiro | Saturno        |
| Capricórnio | 08º   | 278º           | Primeiro | Saturno        |
| Capricórnio | 09º   | 279º           | Primeiro | Saturno        |
| Capricórnio | 10º   | 280º           | Segundo  | Vênus          |
| Capricórnio | 11º   | 281º           | Segundo  | Vênus          |
| Capricórnio | 12º   | 282º           | Segundo  | Vênus          |
| Capricórnio | 13º   | 283º           | Segundo  | Vênus          |
| Capricórnio | 14º   | 284º           | Segundo  | Vênus          |
| Capricórnio | 15º   | 285º           | Segundo  | Vênus          |
| Capricórnio | 16º   | 286º           | Segundo  | Vênus          |
| Capricórnio | 17º   | 287º           | Segundo  | Vênus          |
| Capricórnio | 18º   | 288º           | Segundo  | Vênus          |
| Capricórnio | 19º   | 289º           | Segundo  | Vênus          |
| Capricórnio | 20º   | 290º           | Terceiro | Mercúrio       |
| Capricórnio | 21º   | 291º           | Terceiro | Mercúrio       |
| Capricórnio | 22º   | 292º           | Terceiro | Mercúrio       |
| Capricórnio | 23º   | 293º           | Terceiro | Mercúrio       |
| Capricórnio | 24º   | 294º           | Terceiro | Mercúrio       |
| Capricórnio | 25º   | 295º           | Terceiro | Mercúrio       |
| Capricórnio | 26º   | 296º           | Terceiro | Mercúrio       |
| Capricórnio | 27º   | 297º           | Terceiro | Mercúrio       |
| Capricórnio | 28º   | 298º           | Terceiro | Mercúrio       |
| Capricórnio | 29º   | 299º           | Terceiro | Mercúrio       |
| Aquário     | 00º   | 300º           | Primeiro | Saturno Urano  |
| Aquário     | 01º   | 301º           | Primeiro | Saturno Urano  |
| Aquário     | 02º   | 302º           | Primeiro | Saturno Urano  |
| Aquário     | 03º   | 303º           | Primeiro | Saturno Urano  |
| Aquário     | 04º   | 304º           | Primeiro | Saturno Urano  |
| Aquário     | 05º   | 305º           | Primeiro | Saturno Urano  |
| Aquário     | 06º   | 306º           | Primeiro | Saturno Urano  |
| Aquário     | 07º   | 307º           | Primeiro | Saturno Urano  |
| Aquário     | 08º   | 308º           | Primeiro | Saturno Urano  |
| Aquário     | 09º   | 309º           | Primeiro | Saturno Urano  |
| Aquário     | 10º   | 310º           | Segundo  | Mercúrio       |
| Aquário     | 11º   | 311º           | Segundo  | Mercúrio       |
| Aquário     | 12º   | 312º           | Segundo  | Mercúrio       |
| Aquário     | 13º   | 313º           | Segundo  | Mercúrio       |
| Aquário     | 14º   | 314º           | Segundo  | Mercúrio       |
| Aquário     | 15º   | 315º           | Segundo  | Mercúrio       |
| Aquário     | 16º   | 316º           | Segundo  | Mercúrio       |
| Aquário     | 17º   | 317º           | Segundo  | Mercúrio       |
| Aquário     | 18º   | 318º           | Segundo  | Mercúrio       |
| Aquário     | 19º   | 319º           | Segundo  | Mercúrio       |
| Aquário     | 20º   | 320º           | Terceiro | Vênus          |
| Aquário     | 21º   | 321º           | Terceiro | Vênus          |
| Aquário     | 22º   | 322º           | Terceiro | Vênus          |
| Aquário     | 23º   | 323º           | Terceiro | Vênus          |
| Aquário     | 24º   | 324º           | Terceiro | Vênus          |
| Aquário     | 25º   | 325º           | Terceiro | Vênus          |
| Aquário     | 26º   | 326º           | Terceiro | Vênus          |
| Aquário     | 27º   | 327º           | Terceiro | Vênus          |
| Aquário     | 28º   | 328º           | Terceiro | Vênus          |
| Aquário     | 29º   | 329º           | Terceiro | Vênus          |
| Peixes      | 00º   | 330º           | Primeiro | Jupiter Netuno |
| Peixes      | 01º   | 331º           | Primeiro | Jupiter Netuno |
| Peixes      | 02º   | 332º           | Primeiro | Jupiter Netuno |
| Peixes      | 03º   | 333º           | Primeiro | Jupiter Netuno |
| Peixes      | 04º   | 334º           | Primeiro | Jupiter Netuno |
| Peixes      | 05º   | 335º           | Primeiro | Jupiter Netuno |
| Peixes      | 06º   | 336º           | Primeiro | Jupiter Netuno |
| Peixes      | 07º   | 337º           | Primeiro | Jupiter Netuno |
| Peixes      | 08º   | 338º           | Primeiro | Jupiter Netuno |
| Peixes      | 09º   | 339º           | Primeiro | Jupiter Netuno |
| Peixes      | 10º   | 340º           | Segundo  | Lua            |
| Peixes      | 11º   | 341º           | Segundo  | Lua            |
| Peixes      | 12º   | 342º           | Segundo  | Lua            |
| Peixes      | 13º   | 343º           | Segundo  | Lua            |
| Peixes      | 14º   | 344º           | Segundo  | Lua            |
| Peixes      | 15º   | 345º           | Segundo  | Lua            |
| Peixes      | 16º   | 346º           | Segundo  | Lua            |
| Peixes      | 17º   | 347º           | Segundo  | Lua            |
| Peixes      | 18º   | 348º           | Segundo  | Lua            |
| Peixes      | 19º   | 349º           | Segundo  | Lua            |
| Peixes      | 20º   | 350º           | Terceiro | Marte Plutão   |
| Peixes      | 21º   | 351º           | Terceiro | Marte Plutão   |
| Peixes      | 22º   | 352º           | Terceiro | Marte Plutão   |
| Peixes      | 23º   | 353º           | Terceiro | Marte Plutão   |
| Peixes      | 24º   | 354º           | Terceiro | Marte Plutão   |
| Peixes      | 25º   | 355º           | Terceiro | Marte Plutão   |
| Peixes      | 26º   | 356º           | Terceiro | Marte Plutão   |
| Peixes      | 27º   | 357º           | Terceiro | Marte Plutão   |
| Peixes      | 28º   | 358º           | Terceiro | Marte Plutão   |
| Peixes      | 29º   | 359º           | Terceiro | Marte Plutão   |

## Aspectos
- Trígono (120 graus) e sextil (60 graus) – mostram um intercâmbio entre os planetas, harmonizando o mapa.
- Quadratura (90 graus) e oposição (180 graus) – mostram um contato intenso entre dois planetas que gera dificuldades, mas também a necessidade de ação e decisão.
- Conjunções (de 0 a 10 graus ou 12 graus, se o astro envolvido for o Sol ou a Lua) – revelam união, uma espécie de “casamento” entre dois planetas. As conjunções podem ser suaves ou intensas, dependendo dos planetas envolvidos.[5]

## Cúspides
Qualquer planeta nos graus 25º, 26º, 27º, 28º, 29º, 00º, 01º, 02º, 03º, 04º e 05º, são considerados em cúspide, um planeta no final de uma casa é considerado também uma cúspide.

## Signos Interceptados
Quando um signo está interceptado, o signo oposto também estará interceptado. As áreas da vida que contém os signos interceptados apresentam dificuldades e a pessoa não consegue lidar com essas áreas de forma satisfatória. Um signo interceptado tem efeito de instabilidade e conflito, e pode exigir maior esforço para enfrentar os problemas nessas áreas ou depender de ajuda dos outros para superá-los. No entanto, essa ajuda será mais ativa e benéfica quando vier de pessoas que tenham este signo com boa ênfase em seus próprios mapas, pois os pontos fortes dessas outras pessoas são capazes de neutralizar as deficiências de quem tenha signos interceptados no mapa natal.